# Дар-Наим
Дар-Наим — пригород Нуакшота и городская коммуна в западной Мавритании; столица региона Нуакшот-Нор. Дар-Наим насчитывает 61 089 жителей.
В коммуне Дар-Наим расположена одноименная тюрьма, условия содержания в которой вызвали серьёзную критику Amnesty International.